# Song Dan (Pintor)
Song Dan, pintor al óleo figurativo chino contemporáneo, nació en Weihai, provincia de Shandong en 1981, es un. De 1996 a 2005, estudió en la Escuela Secundaria Adjunta a la Academia Central de Bellas Artes; de 2005 a 2012, estudió en el Departamento de Pintura al Óleo de la Academia de Bellas Artes de Repin; de 2012 a 2015, trabajó en Tianjin Normal Universidad Jingu College; Galería de azulejos.

## Vida
En 1998, fue admitido en la Academia Central de Bellas Artes.
En 2004, fue admitido en la Capital Normal University de Pekín.

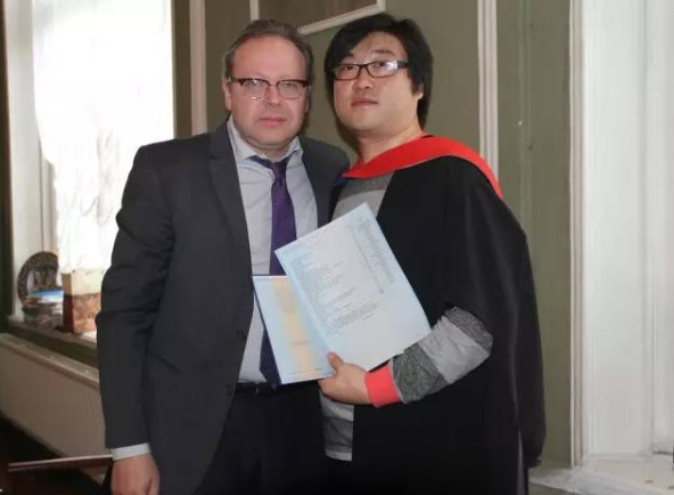
Foto de Song Dan con Simon Ilyich Mikhailovsky, Decano de la Academia de Bellas Artes Repin

En 2005, ingresó en la Academia Rusa de Bellas Artes, Rusia, Departamento de Pintura al Óleo, bajo la tutela de Vladimir Simonovich Binsikov.
En 2007, participó en la exposición de retratos de la "Exposición Temática del Espíritu de los Tiempos" celebrada por la Asociación de Artistas de China. Su obra "Joven con casco" fue seleccionada y coleccionada por la Asociación de Artistas.
En 2008, su obra "Naturaleza muerta" fue incluida en la exposición de pintura al óleo de naturaleza muerta en la Academia de Bellas Artes de Lebin.
En 2009, celebró una exposición individual de una semana de duración en el Instituto de Pintura de Weihai, en la provincia de Shandong, en la que dos obras, El golfo y Retrato de un hombre, fueron coleccionadas por el Instituto de Pintura de Weihai y más de diez obras fueron compradas y coleccionadas por particulares; participó en las actividades de copiado del Museo del Hermitage y su obra General Bonaparte en el puente de Akola fue seleccionada y coleccionada por la Academia de Bellas Artes de Repin.
En 2010, su obra "Hombre delgado en el río Amarillo" fue seleccionada por la Academia de Bellas Artes de Repin y se incluyó en la exposición de pinturas creativas de la Academia de Bellas Artes de Repin.
En 2011, su obra "Viejo cazador" fue incluida en la exposición de óleos chinos en San Petersburgo; su obra "Ciudad" fue incluida en la exposición de óleos de paisajes en San Petersburgo, Rusia.
En 2012, su obra "El capítulo de la música" se expuso en la exposición de graduación de la Academia de Bellas Artes de Lebin y fue recogida.
En 2013, su obra "Sueño" se expuso en la exposición temática de caligrafía, arte y arte popular "Mi sueño chino" del Sistema de Educación Superior de Tianjin; su obra "Mi ciudad natal - Haishi" fue preseleccionada para la cuarta exposición de arte "Los diez mejores artistas jóvenes y los diez mejores calígrafos jóvenes" de Tianjin.
En 2015, su obra "Minyuan - Impression" se incluyó en la exposición "Sketching - Dreaming", una muestra de obras de dibujo de jóvenes de Pekín, Tianjin, Hebei y otras provincias en el VI Festival de Arte Joven de Tianjin.

## Estilo de Arte
Song Dan, quien estudió con Vladimir Simonovich Binsikov, es un destacado pintor al óleo figurativo chino contemporáneo. Utiliza su excelente color y composición para expresar la "naturaleza humana" que hay en su interior. En cuanto a la expresión del contenido, sigue explorando la integración de la pintura figurativa con las condiciones chinas contemporáneas, centrándose en la expresión del espíritu interior y encontrándose activamente en las tradiciones culturales.. Su estilo de trabajo presenta una mezcla de surrealismo europeo y fauvismo, y añade su propio pensamiento.

## Galería

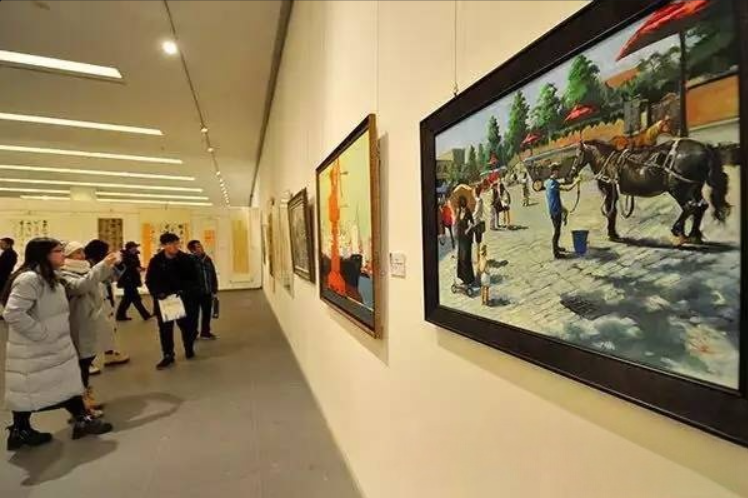
"Minyuan - Impression", exhibido en el 6º Festival de Arte Juvenil de Tianjin "Sketch·Dream", la Exposición de Bocetos de Arte Juvenil de las Tres Provincias y Ciudades de Beijing-Tianjin-Hebei